# Albert Androt
Albert-Auguste Androt est un compositeur français né le 1er mai 1781 à Paris et mort le 19 août 1804 à Rome.

## Biographie
Albert-Auguste-Joseph Androt naît à Paris le 1er mai 1781 au sein d'une famille d'origine bourguignonne.
En 1796, à l'âge de quinze ans, il entre au Conservatoire de Paris, récemment fondé, où il est élève en solfège de Jacques Pagniez, en violon de Pierre Baillot, et en harmonie d'Henri Berton puis Charles-Simon Catel. Dans cette dernière discipline, il obtient un 1er prix en 1799,.
À partir de 1800, il étudie au sein de l'établissement la composition avec François-Joseph Gossec, et reçoit un 1er prix de contrepoint et fugue en 1803.
Cette même année est institué pour la première fois le concours du Prix de Rome en composition musicale, et Albert Androt, avec sa scène dramatique Alcyone, sur des vers d'Antoine-Vincent Arnault, obtient le premier Grand prix,.
Il devient alors pensionnaire à la Villa Médicis à compter de 1804.
À Rome, il se lie avec Pietro Guglielmi, maître de chapelle du Vatican et de l'église San Lorenzo in Lucina, qui l'introduit dans le milieu musical local. Androt reçoit ainsi des commandes d’œuvres, dont une pièce religieuse exécutée à Rome lors de la Semaine sainte de 1804 et un opéra pour l'administration d'un théâtre,.
Quelques mois seulement après son arrivée, il meurt subitement à Rome le 19 août 1804, à l'âge de vingt-trois ans, des suites d’une violente hémorragie,.
Il est inhumé à Saint-Laurent in Lucina, où est organisée en octobre 1804 une cérémonie religieuse en son honneur. À cette occasion est interprétée une partition qu'Albert Androt avait achevée peu avant sa mort, un De Profundis.

## Œuvre
Comme compositions d'Androt, sont connues, :
- Alcyone, scène lyrique pour le Prix de Rome ;
- Trois Quatuors pour deux violons, alto et basse, dédiés à M. Catel, et composées par A. A. Androt, élève du conservatoire de musique. Œuvre 1re, 2me livraison, publiés par Naderman ;
- De Profundis, apprécié de Berlioz ;
- deux Symphonies à grand orchestre, dont les manuscrits sont conservés à la Bibliothèque de l'École française de Rome (Centre Jean Bérard de Naples, Académie de France).